# Phil Foden
Philip Walter Foden, född 28 maj 2000 i Stockport, Greater Manchester, är en engelsk fotbollsspelare som spelar för Manchester City i Premier League och det engelska landslaget.
Fodens genombrott i professionell fotboll kom år 2017 när han vann U17-Världsmästerskapets guldboll efter att England vunnit U17-VM efter vinst mot Spanien i finalen. Han debuterade för City samma år och i december utnämndes han till BBC "Young Sports Personality of the Year".
Foden har sedan dess gjort över 200 framträdanden för Manchester City och vunnit totalt 17 titlar, inklusive att han blivit den yngsta spelaren att någonsin vinna Premier League. År 2019 vann han sin andra Premier League-titel och blev även klubbens yngsta målskytt någonsin i UEFA Champions League och samtidigt den yngsta engelska spelaren som både startat och gjort mål i turneringens slutspel.
Foden har representerat de flesta av Englands ungdomslandslag där han gjort 19 mål på 51 matcher. Han kallades för första gången upp till Englands herrlandslag den 25 augusti 2020 och debuterade sedan mot Island den 5 september 2020 i en 1–0-seger i Uefa Nations League.

## Klubblagskarriär

### Manchester City
Foden föddes och växte upp i Stockport, Greater Manchester; han var under hela sin uppväxt en Manchester City-supporter tillsammans med sin mamma. Han gick vid åtta års ålder med i Manchester Citys fotbollsakademi. Den 6 december 2016 var Foden uttagen till Manchester Citys Champions League match mot Celtic, hemma på Etihad Stadium. Foden fick ingen speltid och var därmed kvar på bänken under hela matchen, slutresultatet skrevs till 1–1.

#### Säsongen 2017/18
Foden gjorde sin A-lagsdebut för Manchester City när de tog emot ärkerivalen Manchester United under en träningsmatch i USA i juli 2017. Han startade även i en 4-1-vinst mot Real Madrid under samma träningsläger. Manchester Citys tränare, Pep Guardiola, tokhyllade det stora löftet efter matchen mot Manchester United och sa:
| ”               | Det var längesen jag såg något liknande. Han är 17 år gammal, en City spelare, han växte upp inom akademin, han älskar klubben, han är ett City fan och för oss en gåva. | „ |
| – Pep Guardiola | |   |

Efter att ha suttit på bänken ett flertal gånger under säsongen 2017/18 gjorde Foden sin tävlingsdebut den 21 november 2017 i en Champions League-match mot Feyenoord. Foden blev inbytt i den 75:e matchminuten mot Yaya Touré. Han blev därmed den fjärde yngsta engelsmannen att göra debut i Champions League, endast 17 år och 177 dagar.
Foden slog ytterligare ett rekord när han den 6 december 2017 blev den yngsta engelsmannen någonsin att starta i en Champions League-match då Manchester City mötte Sjachtar Donetsk, han var vid det här laget 17 år och 192 dagar. Foden gjorde sin Premier League-debut den 16 december 2017 när Manchester City slog Tottenham Hotspurs med 4-1 då han byttes in mot İlkay Gündoğan i den 83:e matchminuten.

#### Säsongen 2018/19
Foden var en sen ersättare för Sergio Agüero i EFL Cup-finalen den 25 februari 2018 och var då med City att säkra 3-0-segern mot Arsenal på Wembley Stadium som gjorde Manchester City till ligamästare. Månaden efter slog han Kieran Richardsons rekord genom att bli den yngsta engelska spelaren som startat i en slutspels i Champions League, 17 år och 283 dagar. Foden och laget vann matchen med 4–0 över Basel. Den 13 maj samma år blev han den yngsta spelaren någonsin att vinna Premier League. Han fick därefter ta del i Guinness redkordbok 2020 efter sina bedrifter.
Foden gjorde sitt första hemmamål på Etihad Stadium när han gjorde Citys andra mål i en 7–0-seger mot Rotherham United i den tredje omgången av FA-cupen den 6 januari 2019. Tre dagar senare var Foden med igen i poängprotiokollet när han var med och besegrade Burton Albion med förkrossande 9–0 i EFL Cup-semifinalen. Den 12 mars 2019 gjorde Foden sitt första Champions League-mål under andra returmötet i 16-delsfinalen mot Schalke, då City vann 7–0 (totalt 10–2). Målet innebar också att han blev Manchester Citys yngsta målskytt någonsin i Champions League och den yngsta engelska målskytten som gjort mål i turneringens slutspel, 18 år och 288 dagar. Endast en månad efteråt gjorde han sin första ligastart för klubben i en 2–0-seger mot Cardiff City och blev därmed den yngsta engelska spelaren som gjort startdebut sedan Daniel Sturridge 2008. Efter matchen sade City-tränaren Pep Guardiola för media att han förväntade sig att Foden skulle bli en viktig Manchester City-spelare "för nästa årtionde".
Foden gjorde sitt första ligamål den 20 april 2019 när Manchester City slog Tottenham Hotspurs med 1–0 på Etihad Stadium, detta gjorde att Foden blev den tredje yngsta spelaren att göra mål för Manchester City i Premier League, efter Micah Richards och Daniel Sturridge.

#### Säsongen 2019/20
Foden började säsongen 2019/20 med att vinna sin 7:e titel och då han vann FA Community Shield mot Liverpool på Wembley Stadium den 4 augusti 2019. Matchresultat efter 90 minuter var dock 1–1 och matchen gick därmed till straffar där han gjorde ett mål, City drog det längst strået och vann straffdramat med 5–4. Sex dagar senare gjorde han sitt första Premier League för säsongen när Manchester City slog West Ham United med 5–0 på Londons Olympiastadion.
Den 1 oktober 2019 gjorde Foden sitt första Champions Leaguemål för säsongen då han gjorde ett av målen i en 2–0-seger mot Dinamo Zagreb. Under gruppspelet av Champions League 2019/20 skapade Foden näst mest "största chanser" (6), endast en efter Lionel Messi (7).
Foden gjorde sin första Premier League-start för säsongen den 15 december 2019 då han även gjorde en assist mot Arsenal på Emirates Stadium i en 3–0-seger.
Den 1 mars 2020 startade Foden i Ligacup-finalen. Han utsågs till matchens Man of the Match då han vann sin åttonde titel totalt när Man City vann 2–1 mot Aston Villa. Foden startade i den andra matchen i Champions Leagueslut spelet match mot Real Madrid den 7 augusti 2020, en match man vann med 2–1 (4–2 totalt) och gick därmed vidare till kvartsfinalen, där man senare blev utslagna av Lyon.
Foden avslutade säsongen med 38 spelade matcher och registrerade för åtta mål och nio assist i alla tävlingsformer

#### Säsongen 2020/21
Foden öppnade sitt målkonto för säsongen mot Wolves på premiärdagen i Premier League-säsongen och gjorde mål in en 3–1-seger den 21 september 2020. Han gjorde sitt andra ligamål under säsongen 2020/21 mot West Ham United i en 1–1-match på Londons Olympiastadion den 24 oktober 2020. Han kvitterade endast efter 6 minuter efter att ha ersatt Sergio Agüero för att rädda en poäng till sitt lag. Foden gjorde sitt första UEFA Champions League-mål för säsongen 2020/21 i Grekland mot Olympiacos den 25 november 2020 då man vann med  1–0. Vinsten säkrade City en plats till åttondelsfinalen för åttonde säsongen i rad.
Den 7 februari 2021 gjorde han ett mål och en assist i en 4–1-bortaseger mot Liverpool, vilket kom att bli Manchester Citys första vinst på Anfield sedan 2003. Foden gjorde ännu en gång mål då Manchester City vann med 3–1 på Goodison Park mot Everton den 7 februari 2021 och ökade i och med det sin ledning i toppen av tabellen och man fortsatte samtidigt sin otroliga vinststrejk på 17 matcher. Foden gjorde ett av målen i en 2–1-vinst borta mot Borussia Dortmund i Champions League. Vinsten säkrade Manchester City en plats i semifinalen för första gången på fem år, där de sedan skulle ställas mot PSG.
Den 21 april 2021 utsågs Foden till Man of the Match när han gjorde mål mot Aston Villa, på Villa park då Man City vann med 2–1 och utökade därmed ledningen, högst upp på tabellen, till 11 poäng. Detta var Fodens 14:e mål i alla tävlingar under säsongen 2020/21 och hans sjunde i Premier League. Bara fyra dagar senare vann Foden sin nionde trofé med Manchester City när de slog Tottenham med 1–0 i Ligacup-finalen. Foden gjorde ett mål när City krossade Everton med 5–0 i den sista omgången av Premier League. Matchen var också trotjänaren och legendaren Sergio Agüeros sista hemmamatch för klubben. Agüero gjorde till och med två mål som inhoppare i den 65:e matchminuten.

#### Säsongen 2023/24
Den 28 november 2023 gjorde Foden ett mål och två assist när Manchester City vände ett 0–2-underläge till en 3–2-vinst mot RB Leipzig i Champions League.

## Landslagskarriär

### England U17
I maj 2017 gjorde Foden mål i finalen i U17 Europamästerskapet, då Englands U17-lag förlorade mot Spanien. I oktober samma år fick Foden stor pressuppmärksamhet efter att han gjort två mål i finalen i FIFA U17 Världsmästerskapet, även denna match mot Spanien, men denna gång vann England. Han utsågs senare till den bästa spelaren i turneringen.

### England U21
Den 27 maj 2019 inkluderades Foden i Englands U21-trupp för UEFA Europamästerskapet för U21, han gjorde därefter ett imponerande debutmål för Englands U21 när laget förlorade mot Frankrike med 2–1 i Cesena.

### England

#### Debut och EM 2020
Den 25 augusti 2020 tog Gareth Southgate Foden in i Englands seniorgrupp för första gången. Han gjorde sin internationella debut mot Island den 5 september 2020 i en 1–0-bortaseger i UEFA Nations League-turneringen.
Den 7 september 2020 drogs Foden, tillsammans med England-lagkamraten Mason Greenwood, ut ur England-truppen på grund av att man brutit mot COVID-19-reglerna genom att man tagit med minst en gäst in till sitt hotellrum i Island.
Foden gjorde sitt första och andra mål för England under en UEFA Nations League-match mot Island på Wembley Stadium den 18 november 2020.
Den 1 juni 2021 blev Foden uttagen till 26-mannatruppen för den nyligen omlagda EM-turneringen 2020. Han anslöt till truppen vid ett senare tillfälle på grund av sitt deltagande i Champions League-final. Den 8 juni avslöjade Foden att han hade färgat sitt hår blont – och gjorde jämförelser med den tidigare engelska mittfältaren Paul Gascoigne som också hade en liknande frisyr inför EM 96. Foden sa på en presskonferens samma dag att: "Hela nationen vet vad han betyder för landet och vad han gjorde, så det kommer inte att vara så illa om jag försöker ta med lite av Gazza ut på planen." England gick sedan hela vägen till final i turneringen med förlorade där mot Italien på straffar. Foden missade dock finalen efter att han åtdrog sig en mindre fotskada.

#### VM 2022
Den 10 november 2022 ingick Foden i 26-mannatruppen för England som skulle representera landet i VM 2022 i Qatar. Han gjorde sitt första framträdande i turneringen som inhoppare i den 71:a matchminuten i en 6–2-vinst mot Iran. Den 29 november gjorde han Englands andra mål i den 51:a minuten i en 3–0-seger mot Wales. Det blev också hans första mål i en stor internationell turnering för sitt land. I åttondelsfinalen mot Sengal (3–0) bidrog Foden med två assist till Harry Kane och Bukayo Saka vilket ledde till att laget kvalificerade sig till kvartsfinal mot Frankrike. Väl i kvartsfinalen blev fransmännen för svåra som gick segrade ur matchen med 2–1 och England var därmed utslagna.

## Spelstil, utveckling och jämförelser
Foden är vänsterfotad och kan spela som vingback eller som en kant på höger, även om Pep Guardiola har beskrivit honom som "mer av en mittfältare". Under 2017 beskrev Guardiola honom som "en speciell spelare" och sa: "Det är farligt att säga bra saker om unga spelare eftersom de fortfarande är unga, och de måste växa och måste lära sig många, många saker... Men vi har mycket tillit till att hjälpa honom, för vi tror att han är en kille som har potential, även om han inte är så stark eller lång."
2017 beskrev veteranfotbollsförfattaren Brain Glanville Foden som: "En begåvad tonåring. Unga spelare av hans skicklighet och uppfinningsrika kvalitet är ynkligt tunna på marken."
Foden livnär sig mycket på sin förmåga att driva förbi motståndarna med sin fart. Fodens längd och storlek gör att hans fysiska spel är mindre bra, men vägs upp av hans smarta beslut på planen. Han har beviset gång efter gång att han har ett bra skott och en förmåga att kunna lägga bollen bakom motståndarens målvakter.

## Privatliv
Foden har en son (född 2019) och en dotter (född 2021) tillsammans med sin långvariga flickvän Rebecca Cooke.
Han har även en fransk bulldogg, vid namn Carabao. Namnet fick hunden efter att Manchester City vunnit Carabao Cup 2020, där Foden utsågs till Man of the Match i finalen på Wembley.
Fodens idol är den argentinska världsstjärnan Lionel Messi.

## Statistik
| Klubb                                                | Säsong            | Inhemsk liga      | Inhemsk liga | Inhemsk liga | Nat. täv. | Nat. täv. | Internat. täv. | Internat. täv. | Totalt | Totalt |
| Klubb                                                | Säsong            | Serie             | SM           | Mål          | SM        | Mål       | SM             | Mål            | SM     | Mål    |
| ---------------------------------------------------- | ----------------- | ----------------- | ------------ | ------------ | --------- | --------- | -------------- | -------------- | ------ | ------ |
| Manchester City                                      | 2016/17           | Premier League    | 0            | 0            | 0         | 0         | 0              | 0              | 0      | 0      |
| Manchester City                                      | 2017/18           | Premier League    | 5            | 0            | 2         | 0         | 3              | 0              | 10     | 0      |
| Manchester City                                      | 2018/19           | Premier League    | 13           | 1            | 9         | 5         | 4              | 1              | 26     | 7      |
| Manchester City                                      | 2019/20           | Premier League    | 23           | 5            | 10        | 1         | 5              | 2              | 38     | 8      |
| Manchester City                                      | 2020/21           | Premier League    | 28           | 9            | 9         | 4         | 13             | 3              | 50     | 16     |
| Manchester City                                      | 2021/22           | Premier League    | 28           | 9            | 6         | 2         | 11             | 3              | 45     | 14     |
| Manchester City                                      | 2022/23           | Premier League    | 32           | 11           | 8         | 3         | 8              | 1              | 48     | 15     |
| Manchester City                                      | 2023/24           | Premier League    | 35           | 19           | 6         | 2         | 11             | 6              | 52     | 27     |
| Manchester City                                      | 2024/25           | Premier League    | 28           | 7            | 8         | 0         | 13             | 6              | 49     | 13     |
| Manchester City                                      | Totalt i klubblag | Totalt i klubblag | 192          | 61           | 58        | 17        | 68             | 22             | 318    | 100    |
| Antal matcher och mål är korrekt per den 1 juli 2025 |                   |                   |              |              |           |           |                |                |        |        |

### Landslagsstatistik
| Englands landslag |         |     |
| År                | Matcher | Mål |
| 2020              | 3       | 2   |
| 2021              | 10      | 0   |
| 2022              | 9       | 1   |
| 2023              | 9       | 1   |
| 2024              | 12      | 0   |
| 2025              | 2       | 0   |
| Totalt            | 45      | 4   |

#### Internationella mål
| Mål | Datum             | Plats                                   | Motståndare | Mål | Resultat | Tävlingform                       |
| --- | ----------------- | --------------------------------------- | ----------- | --- | -------- | --------------------------------- |
| 1.  | 18 november 2020  | Wembley Stadium, London, England        | Island      | 3–0 | 4–0      | Uefa Nations League A 2020/2021   |
| 2.  | 18 november 2020  | Wembley Stadium, London, England        | Island      | 4–0 | 4–0      | Uefa Nations League A 2020/2021   |
| 3.  | 29 november 2022  | Ahmed bin Ali Stadium, Al Rayyan, Qatar | Wales       | 2–0 | 3–0      | Världsmästerskapet i fotboll 2022 |
| 4.  | 12 september 2023 | Hampden Park, Glasgow, Skottland        | Skottland   | 1–0 | 3–1      | Träningsmatch                     |

## Meriter
| Lagmeriter                                | Lagmeriter      | Lagmeriter                                                 |
| Manchester City                           | Manchester City | Manchester City                                            |
| ----------------------------------------- | --------------- | ---------------------------------------------------------- |
| Premier League                            | (6)             | (2017/18, 2018/2019, 2020/2021, 2021/22, 2022/23, 2023/24) |
| Uefa Champions League                     | (1)             | (2022/23)                                                  |
| FA-cupen                                  | (2)             | (2018/19, 2022/23)                                         |
| Ligacupen                                 | (4)             | (2017/18, 2018/19, 2019/20, 2020/21)                       |
| FA Community Shield                       | (2)             | (2018, 2019)                                               |
| Uefa Super Cup                            | (1)             | (2023)                                                     |
| VM för klubblag                           | (1)             | (2023)                                                     |
| England U17                               |                 |                                                            |
| U17-VM                                    | (1)             | (2017)                                                     |
| Individuella meriter                      |                 |                                                            |
| UEFA Champions League Squad of the Season |                 | 2020/21                                                    |
| Premier League Player of the Season       |                 | 2023/24                                                    |
| Premier League Young Player of the Season |                 | 2020/21                                                    |
| PFA Young Player of the Year              |                 | 2020/21                                                    |
| Alan Hardaker Trophy                      |                 | 2020                                                       |
| UEFA U17-EM Team of the Tournament        |                 | 2017                                                       |
| FIFA U17-VM Guld Boll                     |                 | 2017                                                       |
| BBC Young Sports Personality of the Year  |                 | 2017                                                       |